# Sint-Martinuskerk (Oordegem)

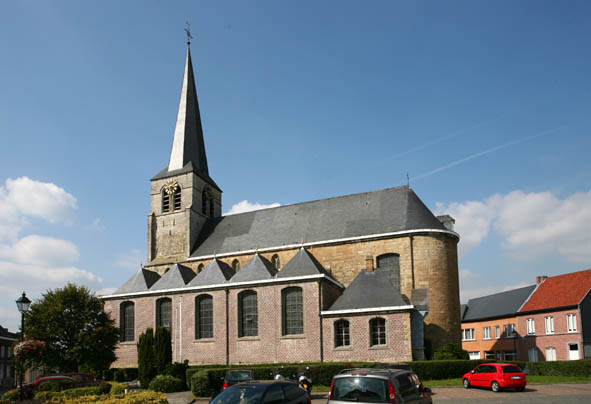
Sint-Martinuskerk

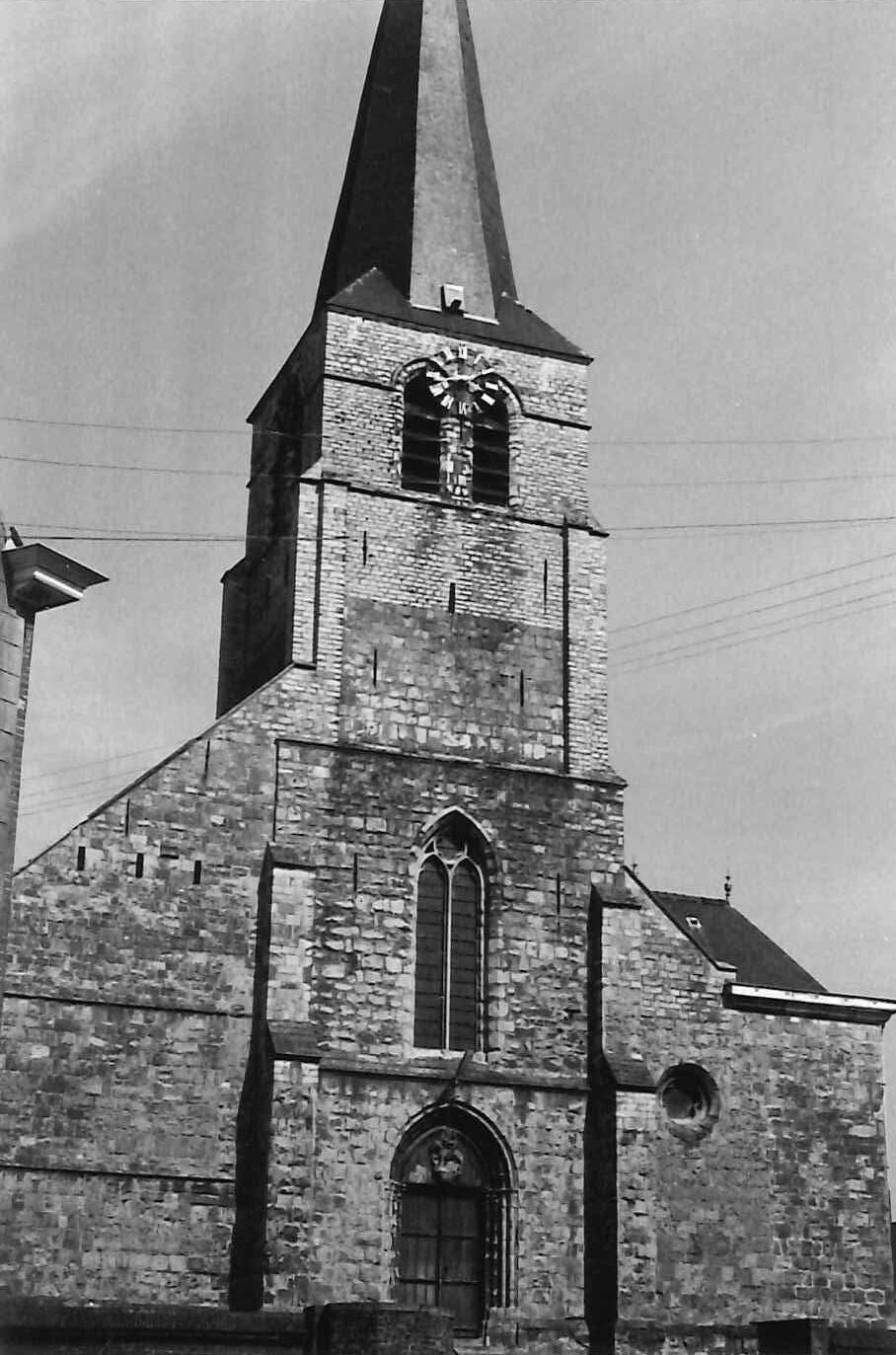
westgevel

De Sint-Martinuskerk is de parochiekerk van de tot de Oost-Vlaamse gemeente Lede behorende plaats Oordegem, gelegen aan Oordegemdorp 1.

## Geschiedenis
De oudste vermelding van een kerk te Oordegem is van 1206. Het patronaatsrecht van de kerk kwam toen van het bisdom Kamerijk aan Walter van Belle, die het in 1218 aan de Abdij van Affligem schonk.
Van een 14e-eeuwse, gotische kerk bleven de westgevel met toren en het schip bewaard. De noordelijke zijbeuk werd in 1634 hersteld en in 1776 werd het koor vergroot. Einde 18e eeuw werd de zuidelijke zijbeuk hersteld. Restauraties vonden nog plaats in 1933 en 1981.

## Gebouw
Het betreft een pseudobasilicaal kerkgebouw met ingebouwde westtoren. De westgevel en de toren zijn, evenals het schip, uitgevoerd in Ledische steen.

## Interieur
Het schip werd in 1776 overkluisd door koepelgewelven. De noordelijke zijbeuk wordt overkluisd door een laatgotisch kruisribgewelf. In de zuidelijke beuk vindt men nakstenen koepelgewelven.
De kerk bezit een schilderij, voorstellende de Doornenkroning en bespotting van Christus door Jan Janssens (1658), het is een kopie van het werk dat in Laarne is te vinden. Het hoofdaltaar is 18e-eeuws en de zijaltaren stammen uit de 17e eeuw. Er zijn twee 17e-eeuwse biechtstoelen en een preekstoel van 1765. Het doksaal en de orgelkast zijn 18e-eeuws. De kerk bevat een aantal oude grafstenen.